# Залесье (Могилёвский район)
Зале́сье — деревня в составе Вендорожского сельсовета Могилёвского района Могилёвской области Республики Беларусь.

## Географическое положение
Ближайшие населённые пункты: Жабин, Южный Жабин, Копейное.